# マールワール

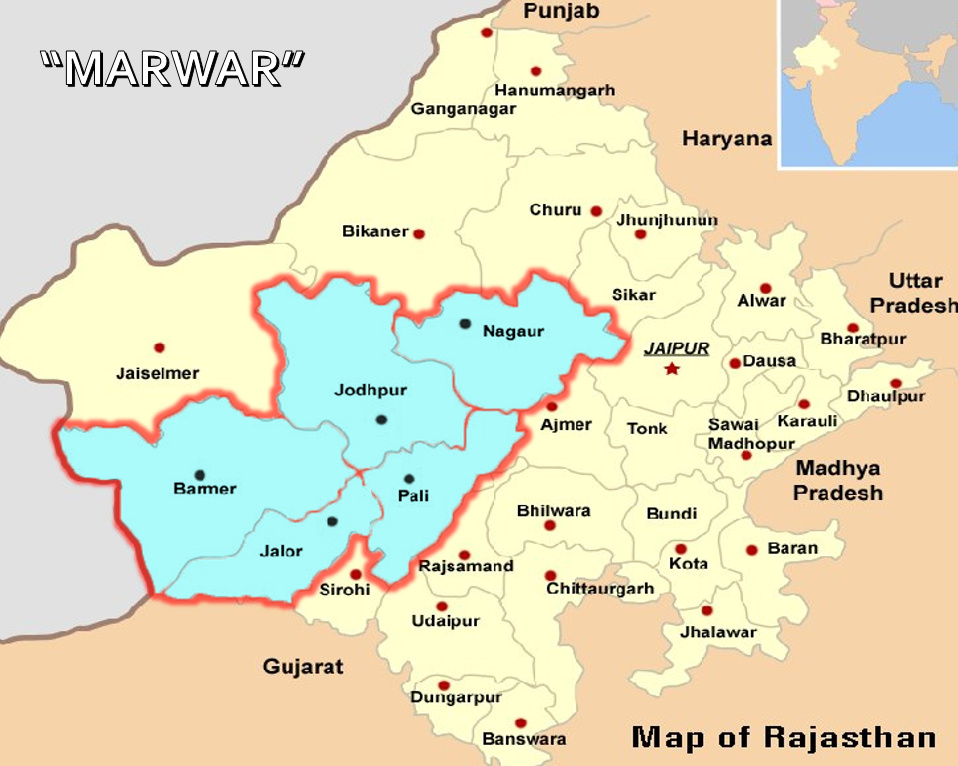
マールワールと呼ばれる地域

マールワール（ヒンディー語：मारवाड़、英語：Marwar）は、インドの地域名。ラージャスターン州および、現在のジョードプル県、ナーガウル県、パーリー県、バールメール県、ジャーロール県がそれにあたる。
マールワールの語はサンスクリット語の'Maruwat'に由来している。

## 歴史

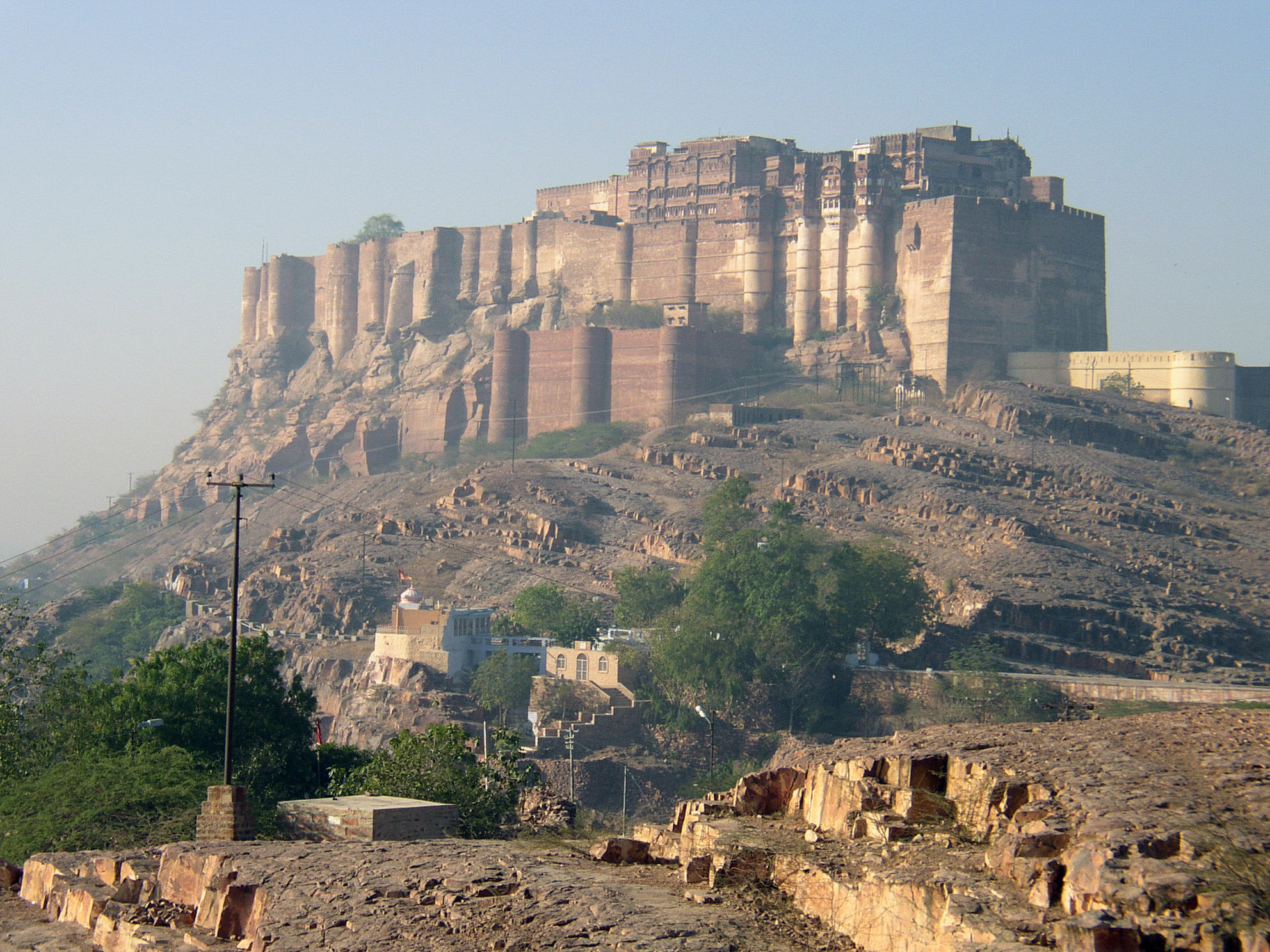
メヘラーンガル城

かつてはラートール氏族のマールワール王国がこの地域を支配した。
15世紀中ごろ、ジョーダー王がジョードプルを新都に定め、メヘラーンガル城を建設した。
16世紀後半、ラージャスターン一帯がムガル帝国の支配下にはいると、マールワール王国は皇帝アクバルと友好を保った。
17世紀末、アウラングゼーブが強引にマールワール王国を併合すると、この地域のラージプートたちは根強く抵抗した。
1818年、イギリスがマラーター戦争に勝利したのち、マールワール王国などはイギリス保護下の藩王国となった。
1947年のインド・パキスタン分離独立後、現在の5県、つまりとジョードプル県、ナーガウル県、パーリー県、バールメール県、ジャーロール県して行政区画が敷かれた。